# Гармата із сонячним годинником

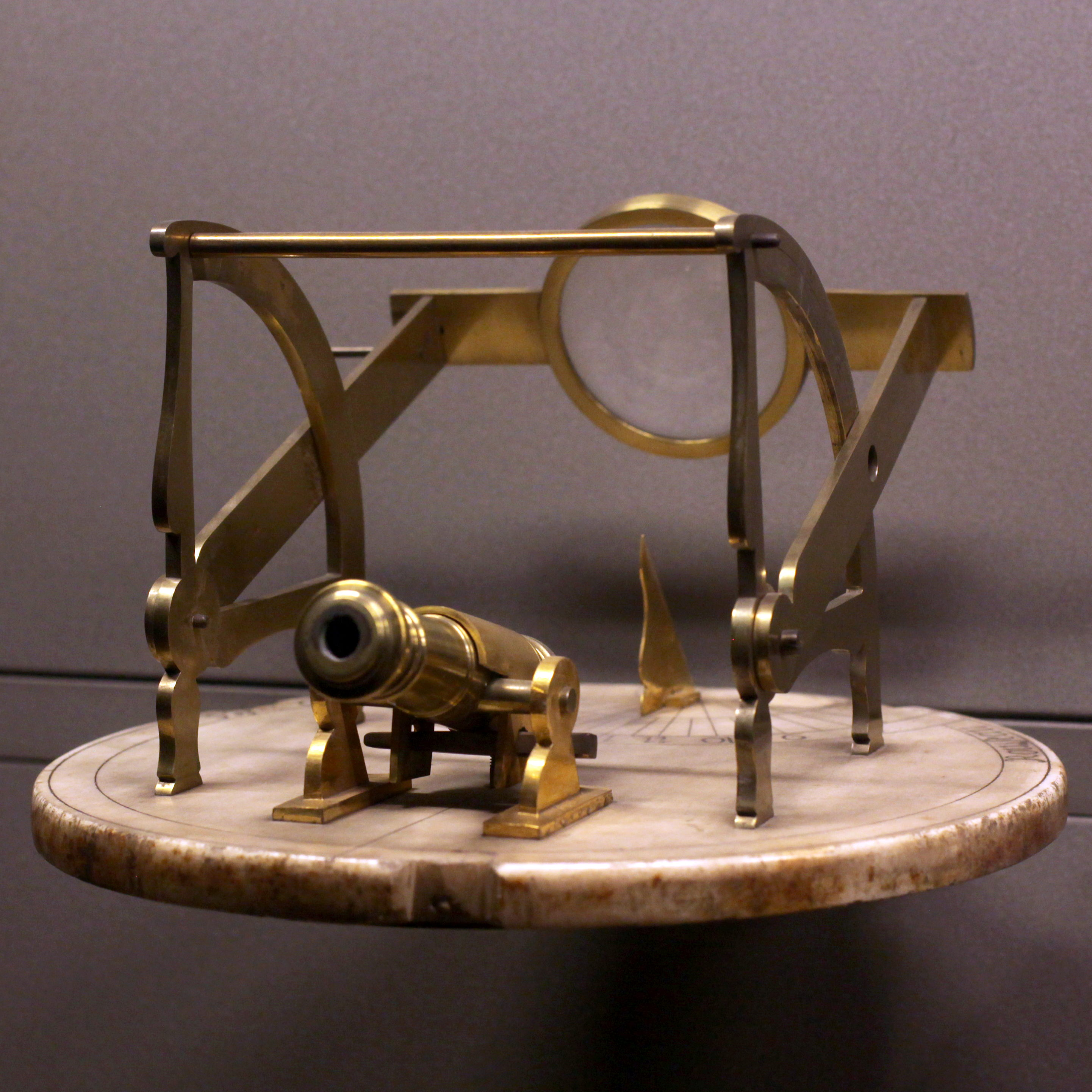
Невеличка бронзова гармата, встановлена на мармурову основу сонячного годинника, виготовлена інженером Руссо з Парижу

Гармата із сонячним годинником, полуденна гармата або меридіанна гармата — пристрій, що складається із сонячного годинника та гармати, детонатор якої запалюється завдяки лінзі, що підвішена над гарматою, концентруючи сонячні промені таким чином, щоб гармата вистрілила опівдні, за умови правильного розташування вздовж осі північ-південь.
Розміри гармат із сонячними годинниками можуть сильно відрізнятися у залежності від місця їх використання. Наприклад, домашній різновид використовувався у маєтках, щоб сигналізувати про час для обіду. Більші розміри використовувалися у європейських парках, щоб повідомляти про час опівдні. Гармати-годинники такого типу були поширеними при королівських дворах у XVIII столітті.

## Історія

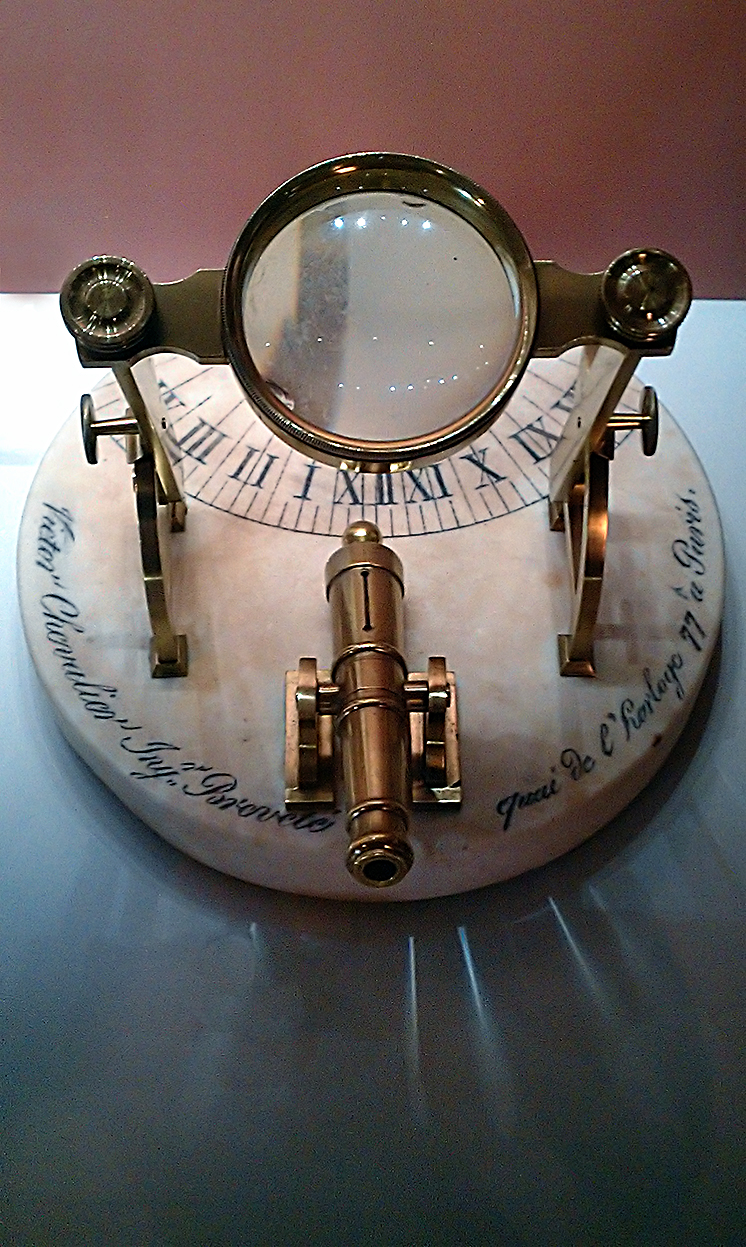
Гармата з сонячним годинником, виготовлена Віктором Шевальє (Victor Chevalier) з Парижу близько 1800 року. Лінійний паз запалювання розташовано в тому ж напрямку, що і вісь північ-південь сонячного годинника.

Найперші гармати із сонячними годинниками використовувалися в Європі ще у XVII столітті. Крім того, вони використовувалися в європейських парках протягом XVIII і XIX століть. Зазвичай, комбінація гармати й лінзи кріпилася на сонячний годинник.
Схожого типу гармати також використовувалися на кораблях, щоб значити полудень. Проте з винаходом морського хронометру, використання гармат із сонячними годинниками стало застарілим і зберігалося лише на кораблях нижчого технічного рівня.
В 70-х роках XX століття гармати-годинники повернулися у вигляді мініатюрних іграшкових версій. В тому числі вони продавалися як набори для конструювання.

## Принцип дії
Ствол і лінійний паз запалювання детонатора вирівнюється за віссю північ-південь, паралельно до осі сонячного годинника. Лінза розміщується так, щоб концентрувати сонячні промені на детонаторі, коли сонце знаходиться безпосередньо зверху. Через якийсь час горіння детонатора підпалює порох, який розміщено у стволі гармати. Лінза розміщується на регульованій рамці, що дозволяє змінювати положення в залежності від пори року. Наприклад, лінзу маленької бронзової гармати, виготовленої інженером Руссо (фр. Rousseau) з Парижу, в грудні необхідно було опустити на чотири дюйми у порівнянні з положенням у червні, оскільки положення сонця в небі взимку нижче, ніж влітку.
У морському застосуванні гармата повинна була кріпитися на базу, що обертається, для орієнтації у напрямку північ-південь. Для визначення цієї осі використовувався корабельний компас. Таку гармату часто називали полуденна гармата, оскільки гармати такого типу стріляли опівдні.

## Зразки

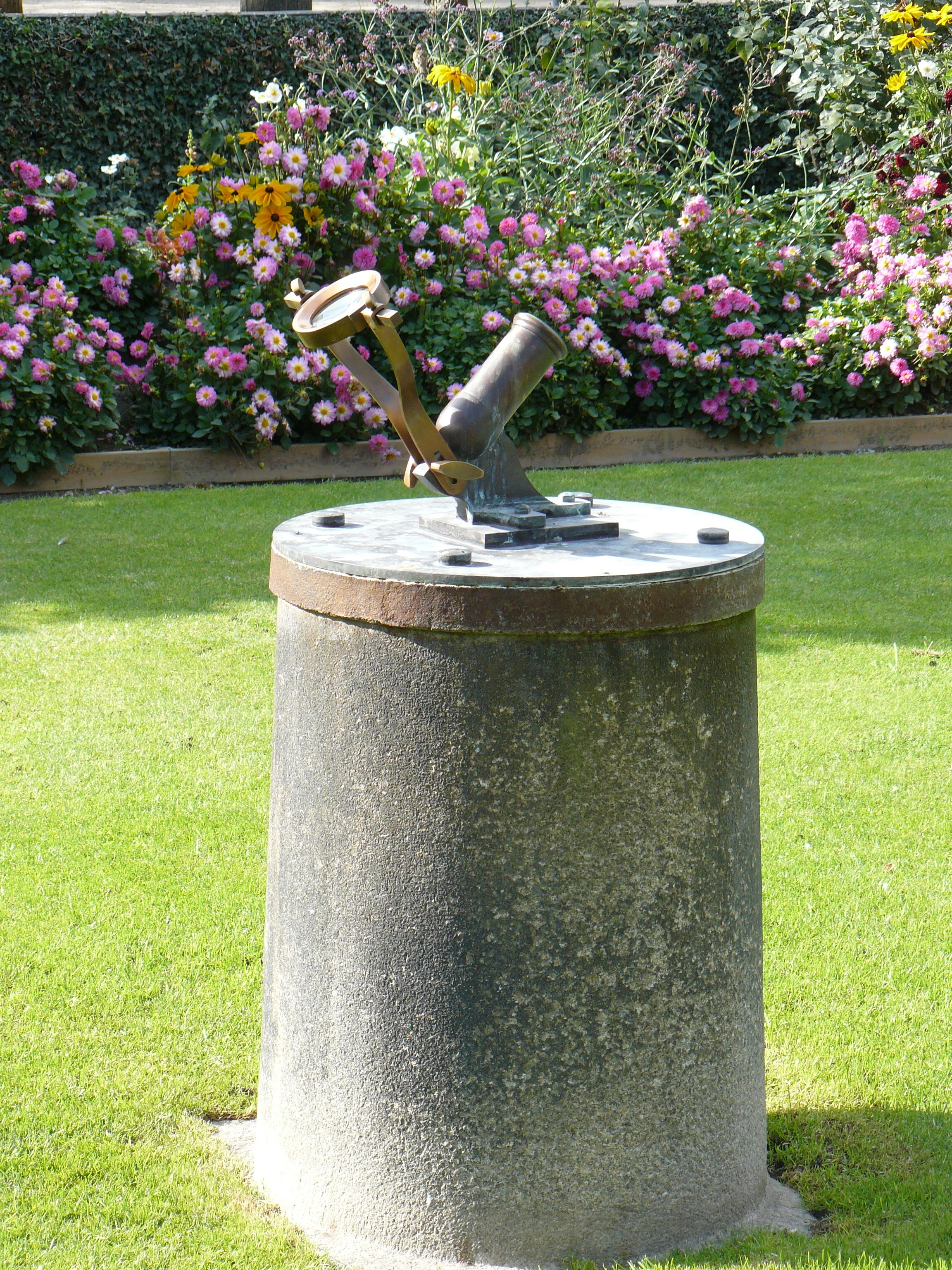
«Гарматка» в Пале-Рояль

В наш час зразки гармат із сонячними годинниками виставлені в деяких музеях світу.

### «Гарматка» в Пале-Рояль
Відомий зразок, що називається «гарматка» (фр. Le petit canon), з 1799 року розташовано в південній частині Саду Пале-Рояль в центрі Пале-Рояль в Парижі. Цю гармату з сонячним годинником у 1785 році також виготовив Руссо, крамниця якого була розташована в галереї Божоле (фр. Galerie de Beaujolais). У 1786 році за наказом Герцога Орлеанського Луї Філіпа II гармату було встановлено навпроти крамниці Руссо, на Паризькому меридіані. В сонячні дні з травня по жовтень вона спрацьовувала опівдні та служила для регулювання паризьких годинників. На сонячному годиннику було вигравірувано гасло латиною:
|  | Horas non numero nisi serenas (Я не рахую годин, окрім безхмарних) |

В 1891 році час, який відзначала гармата в Пале-Рояль, було поширено на всю Францію. Лише в 1911 році її використання було припинено через перехід Франції на середній час за Гринвічем + 3 години (GMT+3).
В 1990 році гармата була відреставрована і знову почала стріляти опівдні. Проте через заходи з боротьби з тероризмом її використання довелося припинити. В 1998 році гармату було викрадено, а на її місце довелось встановити копію. У 2011 році Міністерство культури Франції вирішило вкотре відновити функціонування гармати-годинника, проте без сонячного запалювання. З того часу, щосереди опівдні з'являється піротехнік, який відповідає за здійснення пострілу.

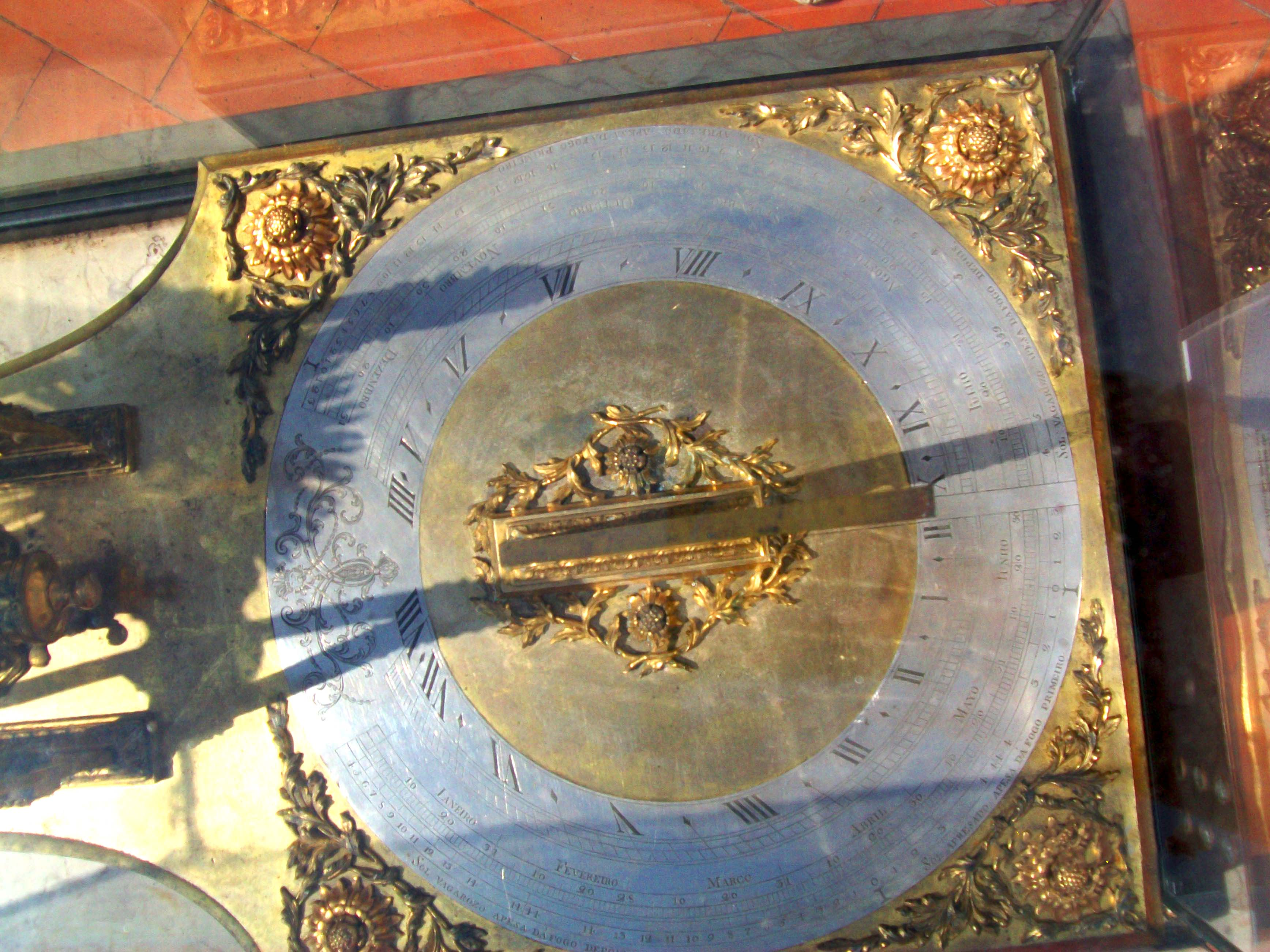
Годинник і гармата в палаці Пена

### Палац Пена
На околицях португальського міста Сінтра, в Палаці Пена теж збереглася функціонуюча гармата із сонячним годинником. Вона знаходиться на «терасі королеви» поряд з годинниковою вежею, що була збудована в 1843 році та містить механічний годинник. Сонячний годинник на терасі приводить у дію автоматичний пристрій гармати, яка стріляє щодня опівдні.

### Інші приклади
Інший зразок гармати із сонячним годинником можна побачити у Національному морському музеї, що у Гринвічі.
Hamilton Watch придбала до своєї колекції схожий годинник-гармату авторства Руссо з Парижу. Гармата виготовлена з бронзи та встановлена на мармуровому сонячному годиннику.
Султан Марокко володів ще одним зразком, ретельно виготовленим компанією Baker & Sons з Лондону.

## Згадування

### Бенджамін Франклін
Бенджамін Франклін написав про ці гармати такий огляд в Poor Richard's Almanack:
|  | Як зробити УДАРНИЙ СОНЯЧНИЙ ГОДИННИК, за яким не тільки чоловік і його сім'я, але й усі сусіди на десять миль навколо зможуть знати, котра година, коли сяє сонце, і при цьому не бачити циферблат… Також зауважте, що основною витратою буде порох, оскільки після купівлі, за умови догляду, гармата служитиме 100 років. Зауважте ще, що у хмарні дні буде велика економія пороху. Любий читач, думаю, що я чую, як ти кажеш, що це дійсно гарна річ — знати, як минає час. |

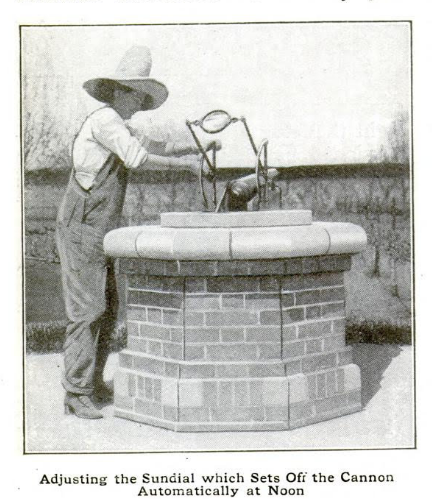
Фермерка налаштовує положення лінзи сонячного годинника гармати

### «Популярна механіка»
В номері журналу «Популярна механіка» за липень 1911 року містилася невелика стаття про використання гармати із сонячним годинником фермеркою-суфражисткою.